# Ctenopelma boreoalpinum
Ctenopelma boreoalpinum là một loài tò vò trong họ Ichneumonidae.